# Malcolm Sargent
Harold Malcolm Watts Sargent (29 de abril de 1895 – 3 de octubre de 1967) fue un director de orquesta, organista y compositor inglés. Fue considerado el principal director de obras corales británico. 
Nació en Ash Villas, en Ashford (Kent), creció en Stamford (Lincolnshire). Sargent trabajó con los Ballets Rusos, la Royal Choral Society, la D'Oyly Carte Opera Company y estuvo al frente de las orquestas Filarmónica de Londres, Hallé Orchestra, Liverpool Philharmonic, Sinfónica de la BBC y la Royal Philharmonic. 
Sargent viajó mucho a través del mundo y fue observado para su aspecto afable, su habilidad como director de coros y su campaña a favor de los compositores británicos. De 1948 a 1967, fue el director principal de los Proms —el festival más prestigioso de música de verano de Londres— y fue  uno de los directores de orquesta ingleses más conocidos. Para el público británico, no sólo fue un músico popular sino también un familiar locutor de la BBC que comentaba las interpretaciones; para las generaciones de admiradores de Gilbert y Sullivan, fue uno de los más importantes intérpretes de sus trabajos, incluyendo su grabación de las populares Savoy Operas. 
- Datos: Q731292
- Multimedia: Malcolm Sargent / Q731292